# 中山枫奈

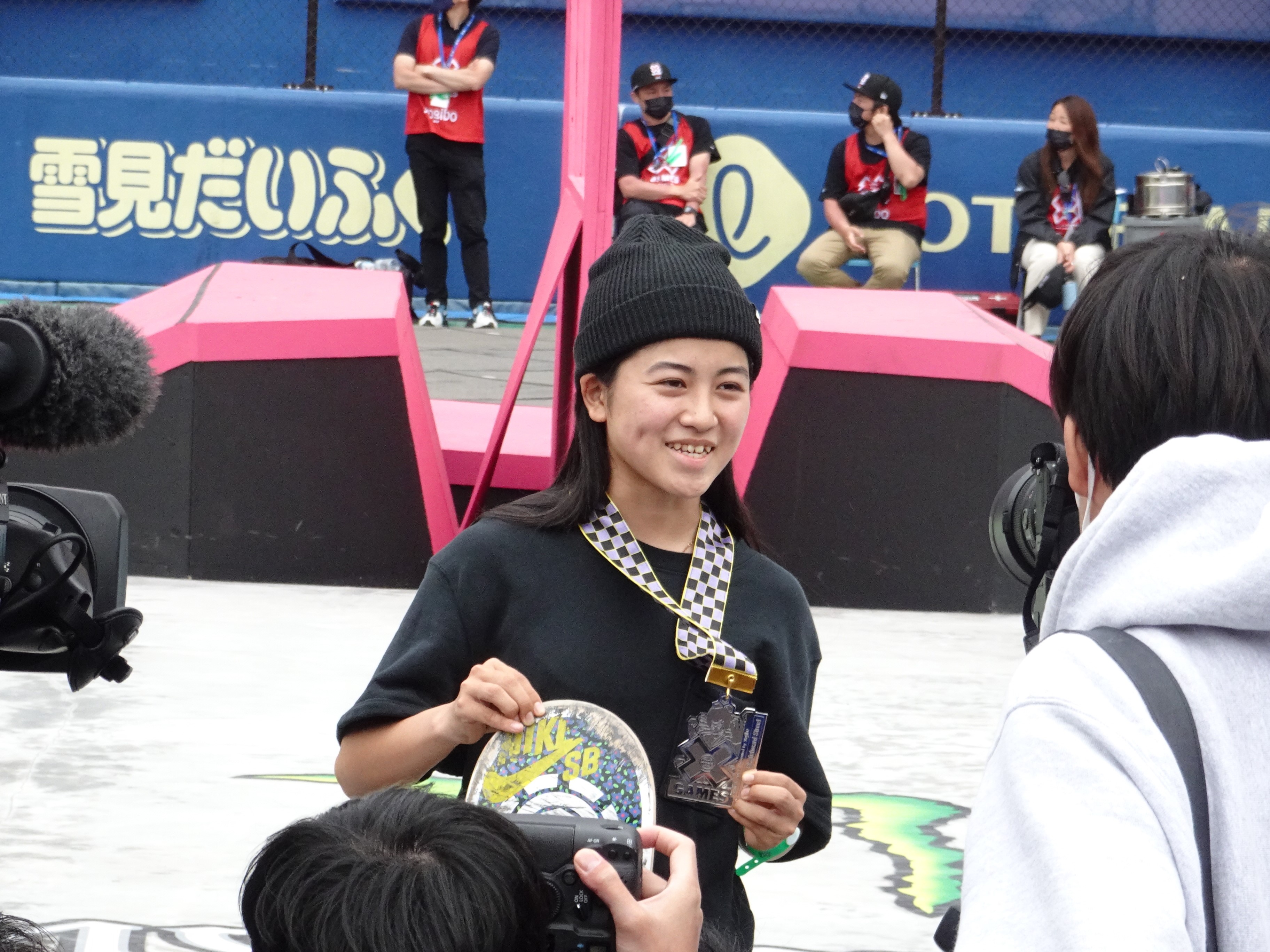
中山枫奈照片

中山枫奈（日语：／ Nakayama Funa，2005年6月17日—），富山县富山市出身，日本女子滑板运动员。她曾代表日本参加2020年夏季奥林匹克运动会滑板比赛，获得女子街头赛铜牌。